# Hällbo
Hällbo is een plaats in de gemeente Bollnäs in het landschap Hälsingland en de provincie Gävleborgs län in Zweden. De plaats heeft 172 inwoners (2005) en een oppervlakte van 49 hectare.